# Olaus Petri
Olof Persson vagy Olaf Peterson, közismert latin nevén Olaus Petri (Örebro, 1493. január 6. – Stockholm, 1552. április 19.) svéd reformátor.

## Élete
Peter Olofson kovács fiaként született, Örebroban nevelkedett. Luther befolyása alatt tanult 1516 és 1518 között Lipcsében és Wittenbergben. Lipcsében promoveált 1518-ban és a következő évben visszatért Svédországba, ahol mint strengnäsi diakónus azonnal a reformációt hirdette. Irataiban (Manuale suecticum és Ordo missae sueticae) is terjesztette a hitújítás tételeit. 
1531-33-ban a király kancellárja és 1539-ben a stockholmi székesegyház pásztora lett. Mivel azonban a király az összes egyházi javakat kizárólag csak világi célokra használta föl, Petri nyíltan kifejezte emiatt a rosszallását, s mivel továbbá nem jelentett föl egy gyilkossági tervet, mely a király ellen irányult, de amelyet ő gyónási titok pecsétje alatt tudott meg, 1540-ben halálra ítélték. Azonban a hitközségnek sikerült Petri számára kegyelmet nyerni, akit 1543-ban egyházi méltóságába is újra visszahelyeztek.
Iratai közt legfontosabb: Sver crönike (kritikai kiadás Klemmingtől, 1860), melyben régi tudósítások alapján Svédország legrégibb történeteit írta meg.